# Major Distribution
Major Distribution é uma canção rapper estadunidense 50 Cent , lançado como single promocional para o seu quinto álbum de estúdio Street King Immortal. A canção foi lançada em 20 de dezembro de 2012 na estação de rádio Hot 97 de Nova York. A canção foi produzida por Soul Professa,e conta com a participação dos rappers Snoop Dogg e Young Jeezy. Foi disponibilizado para Download em 5 de fevereiro de 2013.

## Antecedentes
O lançamento da canção no iTunes Store foi anunciada com o vídeo oficial da música, depois de ter sido lançado em dezembro. A participação de  Young Jeezy na canção foi confirmada por 50 Cent em uma entrevista em Julho.

## Vídeo da musica
O videoclipe conta com a participação de  G-Unit, Tony Yayo, Kidd Kidd, Snoop Dogg, Young Jeezy, Kurupt, Daz Dillinger.

## Desempenho nas paradas
| Paradas (2013)                                            | Melhor posição |
| --------------------------------------------------------- | -------------- |
| Estados Unidos (Billboard Bubbling Under Hot 100 Singles) | 13             |
| Estados Unidos (Billboard R&B/Hip-Hop Songs)              | 43             |
| Reino Unido (OCC UK R&B)                                  | 32             |

## Histórico de lançamento
| País           | Data                   | Formato          | Gravadora                    | Ref.   |
| -------------- | ---------------------- | ---------------- | ---------------------------- | ------ |
| Canadá         | 5 de Fevereiro de 2013 | Digital download | Shady, Aftermath, Interscope | [ 11 ] |
| Estados Unidos | 5 de Fevereiro de 2013 | Digital download | Shady, Aftermath, Interscope | [ 12 ] |